# Escut de Pedret i Marzà
L'escut oficial de Pedret i Marzà té el següent blasonament:
Escut caironat: de gules, un castell obert d'argent acompanyat de 3 còdols d'argent malordenats al cap, de 2 rodes d'or, una a cada costat, i de 2 claus passades en sautor a la punta, la d'or en banda i per damunt de la d'argent en barra. Per timbre una corona mural de poble.

## Història
Va ser aprovat el 19 de maig de 1987 i publicat al DOGC el 29 de juny del mateix any amb el número 857.
S'hi representa el castell de Marzà, cap del municipi, i el poble de Pedret és simbolitzat pels tres còdols, que són l'atribut de sant Esteve, patró de la localitat; també els còdols, o pedres, són un senyal parlant referit al nom de la població. Les claus de sant Pere i les dues rodes són un senyal parlant que al·ludeix al monestir de Sant Pere de Rodes, que tenia el senyoriu dels dos pobles des del segle xiii.